# Мекамбо
Мѐкамбо (на френски: Mékambo) е малък град в Габон, на брега на река Задие. Намира се в провинция Огоуе-Ивиндо. Става известно с регистрираните там случаи на хеморагична треска, вследствие на заразяване с Ебола (през 1994 и 1997). Население 6744 жители (по данни от 2013 г.).